# Звучна мъжечна трептяща съгласна
Звучната мъжечна трептяща съгласна е вид съгласен звук, използван в много говорими езици. В Международната фонетична азбука той се отбелязва със символа ʀ. Подобен е на българския звук, обозначаван с „р“, но със значително по-задно учленение.
Звучната мъжечна трептяща съгласна се използва в езици като немски (rot, [ʀoːt]), нидерландски (rood, [ʀoːt]), френски (rendez-vous, [ʀɑ̃devu]).